# Fenclofenac
Il fenclofenac (chiamato anche acido 2-(2,4-diclorofenossi)fenilacetico) è una molecola appartenente alla classe dei farmaci antinfiammatori non steroidei (FANS). La molecola deriva dall'acido acetico ed è dotata di proprietà antinfiammatorie, antipiretiche ed analgesiche. Fu sviluppato negli anni 70 ed i primi studi clinici dimostrarono che il farmaco era sostanzialmente equipotente ad alclofenac, fenoprofen e fenilbutazone e decisamente più potente dell'acido acetilsalicilico ed ibuprofen, pur determinando apparentemente una riduzione delle perdite fecali di sangue e minori emorragie gastrointestinali occulte.

## Farmacodinamica
Il meccanismo d'azione di fenclofenac è verosimilmente da mettere in relazione, anche se non esclusivamente, con le sue proprietà inibitorie della biosintesi delle prostaglandine. Il farmaco ha mostrato negli studi sperimentali attività antinfiammatoria dose dipendente.

## Usi clinici
Fenclofenac viene utilizzato nella terapia della osteoartrosi, dell'artrite reumatoide e della spondilite anchilosante. Viene inoltre utilizzato in generale in tutte le patologie infiammatorie acute e croniche, comprese quelle extra articolari.

## Effetti collaterali ed indesiderati
In corso di trattamento con fenclofenac gli effetti avversi più spesso segnalati sono: cefalea, nausea, vomito, vertigini, secchezza delle fauci, gastrite, diarrea, dispepsia, dolore addominale. In alcuni pazienti può comparire rash cutaneo, spesso pruriginoso ed eritematoso, a risoluzione spontanea con la sospensione del trattamento.

Fenclofenac interferisce con i test di funzionalità tiroidea in quanto inibisce in modo competitivo il legame della tiroxina (T4) e della triiodotironina (T3) con la globulina TBG (Thyroxine Binding Globulin).

In alcuni pazienti è stata osservata raramente la comparsa di lichen planus o di sindrome nefritica ed insufficienza renale.

## Dosi terapeutiche
Nel soggetto adulto il dosaggio consigliato è variabile da 600 mg a 1800 mg al giorno. In virtù della sua lunga emivita farmacologica la dose giornaliera di fenclofenac può essere somministrata suddividendola in due volte al giorno, oppure più frequentemente, se necessario.